# Лазниго
Лазнѝго (на италиански: Lasnigo; на ломбардски: Lasnigh, Лазниг) е село и община в Северна Италия, провинция Комо, регион Ломбардия. Разположено е на 570 m надморска височина. Населението на общината е 482 души (към 2017 г.).